# آربایتا
آربایتا (به لاتین: Arbayta) یک منطقهٔ مسکونی در روسیه است که در جمهوری آلتای واقع شده‌است.